# Молинари, Рикардо
Рикардо Молинари (исп. Ricardo Eufemio Molinari, 1898—1996) — аргентинский поэт-лирик, один из представителей ультраистского направления.

## Краткая биография
Родился в Буэнос-Айресе, в возрасте пяти лет остался сиротой, воспитывался у бабушки по материнской линии, Bartola Delgado de Molinari.
Входил в круг авторов авангардистского журнала «Мартин Фьерро» (Хорхе Луис Борхес, Оливерио Хирондо, Леопольдо Маречаль и др.). В 1933 ездил в Испанию, где общался с Гарсиа Лоркой и другими членами Поколения 27 года — группой испанских писателей, художников, музыкантов, пытавшихся соединить учёную и народную традиции испанской лирики с находками европейского авангарда.
После женитьбы до пенсии работал в Парламенте Аргентины.

## Произведения
Автор многих сборников стихотворений. Некоторые из них:
- El Imaginero, 1927.
- El pez y la manzana («Рыба и яблоко»[1]), 1929
- Panegírico de Nuestra Señora de Luján, 1933
- Hostería de la rosa y el clavel («Харчевня розы и гвоздики»[1]), 1933
- Una rosa para Stefan George («Роза для Стефана Георге»), 1934
- El Tabernáculo, 1937
- La muerte en la llanura, 1937
- Elegía de las altas torres, 1937
- Cuaderno de la madrugada, 1939
- La tierra y el héroe, 1939
- La corona, 1939
- El alejado, 1943
- Mundos de la madrugada, 1943
- El huésped y la melancolía, 1946
- Esta rosa oscura del aire, 1949
- Sonetos a una camelia cortada, 1949
- Inscripciones y sonetos, 1954
- Días donde la tarde es un pájaro («Дни, когда вечер становится птицей»[1]), 1954
- Cinco canciones a una paloma que es el alma, 1955
- Inscripciones, 1955
- Oda a la pampa («Ода пампе»[1]), 1956
- Unida noche, 1957
- El cielo de las alondras y las gaviotas, 1963
- Un día, el tiempo y las nubes, 1964
- Una sombra antigua canta, 1966
- La hoguera transparente, 1970
- La Escudilla, 1973
- La hoguera transparente, 1973
- Las sombras del pájaro tostado, 1975
- La cornisa, 1977

## Признание
В 1958 году был награждён национальной поэтической премией Аргентины. С 1968 года — член Аргентинской академии литературы.

## Переводы на русский язык
На русском языке стихи Молинари впервые были опубликованы в 1975 году в сборнике «Поэзия Латинской Америки» — 170-м томе «Библиотеки всемирной литературы».

Тобой пленённый влюблённый пленный, смотрю, как ты грустишь в томленье,

и наблюдаю сезонов смену —

то гнёт туманов и буйство ливней, то вдруг разливы

различных красок, цветов пыланье и трав рожденье —

зелёных пастбищ — до неба — пламя;

и куропатка бормочет что-то и ввысь внезапно

дрожащей каплей взмывает плавно…
— Рикардо Молинари. Из стихотворения «Ода пампе». Перевод Н. Горской